# 白老町立虎杖小学校
白老町立虎杖小学校（しらおいちょうりつ こじょうしょうがっこう）は、北海道白老郡白老町にある公立小学校。

## 概要
- 本校は白老町南西部の虎杖浜地区にあり、該当地区を学区とする。主な進学先は、白翔中学校。

## 所在地
- 白老郡白老町字虎杖浜74-11

## 沿革
- 1902年（明治35年）
  - 10月25日 - 敷生村字クッタリウス番外地（現:虎杖浜公民館付近）に敷生簡易教育所の設置が認可される。
  - 11月2日 - 新校舎落成し、授業開始。
- 1908年（明治41年）4月1日 - 敷生教育所と改称。
- 1913年（大正3年）
  - 2月10日 - 尋常小学校に昇格し、虎杖尋常小学校と改称。
  - 3月10日 - 開校式挙行。
- 1928年（昭和3年）8月16日 - 字クッタリウス番外地の旧校舎から、字ウヨロの新校舎に移転。落成式と創立25周年記念式典挙行。
- 1934年（昭和9年）4月26日 - 校旗制定。
- 1937年（昭和12年）4月1日 - 高等科併置し、虎杖尋常高等小学校に改称。
- 1941年（昭和16年）4月1日 - 国民学校令により、虎杖国民学校に改称。
- 1943年（昭和18年）7月15日 - 校歌制定。
- 1948年（昭和23年）4月1日 - 学校教育法（旧法）施行により、白老村立虎杖小学校に改称。
- 1952年（昭和27年）10月25日 - 創立50周年記念式典挙行。
- 1954年（昭和29年）11月1日 - 白老村の町制施行により、白老町立虎杖小学校と改称。
- 1959年（昭和29年）
  - 11月20日 - 新校舎新築完成。
  - 12月22日 - 新校舎落成記念式典挙行。
- 1960年（昭和35年）11月7日 - 白老小学校運動場を移設し、396平方メートルの屋内運動場が落成（中学校と共用）。
- 1962年（昭和37年）10月25日 - 開校60周年記念式典挙行。鼓笛隊創設
- 1966年（昭和41年）8月12日 - 簡易プール完成。
- 1971年（昭和46年）3月11日 - 学校給食開始。
- 1972年（昭和47年）10月25日 - 開校70周年記念式典挙行。記念事業も行った。
- 1980年（昭和55年）11月10日 - PTA奉仕作業により、手作り遊具完成。
- 1981年（昭和56年）11月15日 - PTA奉仕作業により、児童自転車小屋完成。
- 1982年（昭和57年）10月24日 - 開校80周年記念式典挙行。
- 1989年（平成元年）4月1日 - 虎杖中学校の移設に伴い、旧校舎が解体され、体育館部分が本校所管となる。
- 1992年（平成4年）
  - 6月11日 - 創立90周年記念の植樹を行う。
  - 8月23日 - 創立90周年記念の飼育小屋を設置する。
- 1998年（平成10年）
  - 7月23日 - 新校舎への引越作業実施。
  - 7月30日 - 旧校舎の解体作業始まる（8月5日まで）。
  - 9月27日 - 校舎増改築落成記念式典・祝賀会を挙行。
- 2000年（平成12年）
  - 5月2日 - 校舎外灯工事完了。
  - 6月13日 - 校庭樹木剪定作業を行う。（6月20日まで）。
  - 9月19日 - 体育館螺旋(らせん)階段改修工事を行う。
  - 9月22日 - 体育館放送室窓の改修工事を行う。
- 2001年（平成13年）
  - 4月1日 - 特殊学級（肢体不自由）を設置。
  - 9月1日 - カナダ・ケネル市のブッシレイク小学校と姉妹校の盟約を結ぶ。
- 2002年（平成14年）
  - 4月1日 - 特殊学級（知的障害）を設置。
  - 5月26日 - 100周年記念運動会開催。
  - 9月22日 - 開校100周年記念式典・祝賀会を行う。
  - 11月10日 - 百周年記念学芸会開催。
- 2003年（平成15年）12月20日 - 体育館に非常口ドアを取り付ける。
- 2010年（平成22年）6月 - この月から8月にかけて、体育館の耐震化工事実施と、バスケットゴール電動化工事実施。
- 2014年（平成26年）4月1日 - この年度から、中学年（3・4学年）で複式学級実施。
- 2015年（平成27年）3月30日 - 給食室拡張工事完了。
- 2016年（平成28年）4月1日 - この年度から、低学年（1・2学年）を除く学年で複式学級実施。

## 周辺
- 学校法人登別立正学園海の子保育園 - 同一敷地内かつ、進学前保育園の一つ。
- 白老町教育委員会虎杖浜児童クラブ - 敷地が隣接
- 虎杖浜温泉ホテル
- 国道36号（室蘭街道）
- JR室蘭本線

## アクセス
- 道南バス虎杖浜バス停から、徒歩約270m・約5分。
- JR室蘭本線虎杖浜駅から、約1.2km・徒歩約20分、車で約3分。
- 白老町役場から、車で約16.1km、約30分。
- 道央自動車道登別東ICから、車で約4km・約9分。

## 参考資料
- 『新白老町史』（1992年11月3日発行）下巻235頁～238頁「第2章学校教育 第7編教育と文化 第三節小学校」の虎杖小学校の項
- 『白老町史』（1975年3月31日発行）1174頁「白老町年表 昭和時代」